# Jean-François Cordellier
Étienne Jean-François Cordellier-Delanoüe (Faremoutiers, 29 aprile 1767 – Parigi, 10 luglio 1845) è stato un generale francese.
Figlio di un notaio, si arruola nel reggimento di Boulonnais il 5 febbraio 1785. Allo scoppio della Rivoluzione francese è capitano della guardia nazionale quindi nel 2º battaglione di volontari del dipartimento del Seine-et-Marne, l'11 settembre 1791. Diventa poi tenente colonnello di questo stesso battaglione il 30 aprile 1792. Promosso al grado di generale di brigata il 3 settembre 1793, è mandato all'esercito delle Ardenne, dove serve fino al 28 novembre dell'anno seguente.
Divenuto generale di divisione il 1º ottobre, combatterà le Guerre di Vandea passando nell'esercito dell'Ovest, parteciperà alle Colonne infernali del generale Turreau, comandando la 5ª divisione, che forma la nona colonna infernale, tra il gennaio e il marzo 1794. 

Il 13 maggio 1794 viene sospeso dall'incarico per via del processo contro le colonne infernali. Il 19 luglio 1795, ritorna operativo ma non verrà integrato in nessun esercito.
Riprende nuovamente servizio nell'esercito in missione in Svizzera l'11 luglio 1799, verrà poi congedato il 5 ottobre 1812 con un compenso di 3.000 franchi.